# Kermadečki zovoj
Kermadečki zovoj (lat. Pterodroma cervicalis) je vrsta morske ptice iz porodice zovoja. 
Srodnik joj je Pterodroma occulta, ali je ipak od nje veća. Bjelovrata burnica duga je 43 cm, ima raspon krila 30-32 cm, a teška je 380-545 grama. Ima crno čelo, bijel stražnji dio vrata, tamnosiva leđa, krila i rep. Gornji dio tijela puno je tamniji od donjeg.
Na moru je jako teško razlikovati bjelovratu od Pterodroma occulta'.

## Vanjske poveznice
|  | Zajednički poslužitelj ima još gradiva o temi Pterodroma cervicalis |
|  | Wikivrste imaju podatke o taksonu Pterodroma cervicalis             |